# Frekvensplan
En båndplan eller frekvensplan er en plan over et bestemt frekvensbånd af radiofrekvenser, som er en del af det elektromagnetiske spektrum. Hver frekvensplan definerer et frekvensinterval som omfattes, hvilke radiokanaler som defineres - og hvad som kan anvendes på disse kanaler.  Typiske definitioner som indeholdes i en frekvensplan er:
- nummerering – hvilke kanalnumre eller kanalbogstaver (hvis nogen) som benævnes
- centerfrekvenser – hvor stor afstand der skal være mellem bærebølgerne for hver kanal
- båndbredde og/eller maksimalt frekvenssving – hvor bred hver kanal kan være
- spektralmaske – hvor meget uønskede signaler vil blive dæmpet som funktion af frekvensafstand
- modulation – hvilken type vil blive anvendt eller er tilladt
- indhold – hvilke typer af information er tilladt, såsom audio eller video, analog eller digital
- licensering – hvordan er proceduren for kunne opnå en frekvenstilladelse

De aktuelle bemyndigede frekvensplaner er defineret af ITU og de lokale lovgivende myndigheder såsom den danske telemyndighed - og Federal Communications Commission (FCC) i USA.

## Amatørradio
Frekvensplaner for amatørradio bliver internationalt håndteret af International Amateur Radio Union (IARU). Disse frekvensplaner er anbefalinger og ikke lovgivning. En frekvensplan beskriver hvilke dele af radioamatørbåndet kan anvendes til hvilke modulationsarter og maksimal anvendt båndbredde.